# 鲁尔蒙德
鲁尔蒙德（荷蘭語：Roermond）是荷兰林堡省的一个市镇，面积46.87平方公里，人口54,211人（2007年）。